# Michel Savonarole
Pour les articles homonymes, voir Savonarole.
Michel Savonarole (en italien : Giovanni Michele Savonarola) (Padoue, 1385 - Ferrare, 1468) est un humaniste, médecin, écrivain et scientifique italien, et grand-père de Jérôme Savonarole.

## Biographie
Michele Savonarole fait partie des médecins les plus renommés de son époque.
Docteur en médecine, il enseigne de 1419 à 1437 à l'Université de Padoue puis, le 7 septembre 1440, s’installe à Ferrare où il devient médecin personnel de Nicolas III d’Este, marquis de Ferrare.
Écrivain prolifique, son œuvre principale Pratica Maior (Practica de aegritudinibus a capite usque ad pedes) contient les préceptes inhérents à la médecine de son époque « de la tête aux pieds » et contient des observations issues de son expérience pratique.
Une autre œuvre fondamentale est le petit traité en langue vulgaire De regimine pregnantibus et noviter natorum usque ad septennium (Trattato ginecologico-pediatrico) (1450), une des premières études scientifiques modernes concernant la pédiatrie et la puériculture. Avec l'arrivée de l'impression, ses œuvres sont largement diffusées et sont restées des points de référence jusqu'au milieu du XVIe siècle.
Les phrases latines citées par Callimaco, se faisant passer pour médecin dans la Mandragora de Niccolò Machiavelli, sont extrapolées de la Practica Maior et De urinis.
Michele Savonarole  est aussi l'auteur d’un Speculum physionomie rapprochant médecine et astrologie afin d'étudier l'interaction des passions de l’âme sur le corps, et d’un petit livre de diététique Libreto de tutte le cose che se manzano comunamente.
Médecin naturaliste influencé par la tradition intellectuelle padovane, il suit les traces naturalistiques de Pietro d'Abano. Il a étudié les Thermes d'Abano, et publié De balneis et thermis naturalibus Italiæ où il traite du thermalisme déjà pratiqué dans la région de Padoue depuis l’époque romaine.
Michel Savonarole était un homme d’éthique rigoureuse et sévère, il a soigné aussi bien les pauvres que les Grands de la Cour.
Il a rédigé le traité De la vita christiana où il analyse la confession, la pénitence et la personne de saint Jean-Baptiste.
Michel Savonarole s'est aussi intéressé à l'histoire de l'art en rédigeant Libellus de magnificis ornamentis regiae civitatis Paduae, publié dans les Rerum Italicarum Scriptores (thome 24) en 1902.

## Publications

Practica maior, 1561.

- Practica Maior (Practica de aegritudinibus a capite usque ad pedes), publié en 1479,
- De regimine pregnantibus et noviter natorum usque ad septennium, (Trattato ginecologico-pediatrico) (1450),
- De urinis.
- Speculum physionomie
- Libreto de tutte le cose che se manzano comunamente
- De balneis et thermis naturalibus Italiæ, publié en 1485,
- De la vita christiana
- Libellus de magnificis ornamentis regiae civitatis Paduae, publié dans Rerum Italicarum Scriptores (thome 24, 1902).